# Wolfgangsee
Wolfgangsee – jezioro w Austrii, które leży głównie w kraju związkowym Salzburg i jest jednym z najpopularniejszych jezior w regionie Salzkammergut. Wśród miast nad jeziorem znajduje się Strobl, Sankt Gilgen wraz ze swoim przedmieściem Abersee, Ried (w kraju Salzburg) i St. Wolfgang im Salzkammergut (w Górnej Austrii). Część jeziora w okolicach Sankt Gilgen znana jest jako Abersee. Powierzchnia jeziora wynosi około 12,9 do 13,1 km². 
Jezioro jest całkowicie otoczone górami. Po jego południowej i południowo-zachodniej stronie leży Osterhorngruppe, pasmo górskie o wysokości około 1,800 metrów n.p.m. Na południe od Sankt Gilgen wznosi się Zwölferhorn (1,521 m), który można zwiedzić dzięki kolejce gondolowej.
Po północnej stronie jeziora umiejscowiona jest góra Schafberg (Salzkammergut-Berge). Kolej zębata Schafbergbahn prowadzi na sam szczyt na wysokości 1,782 m.

## Galeria

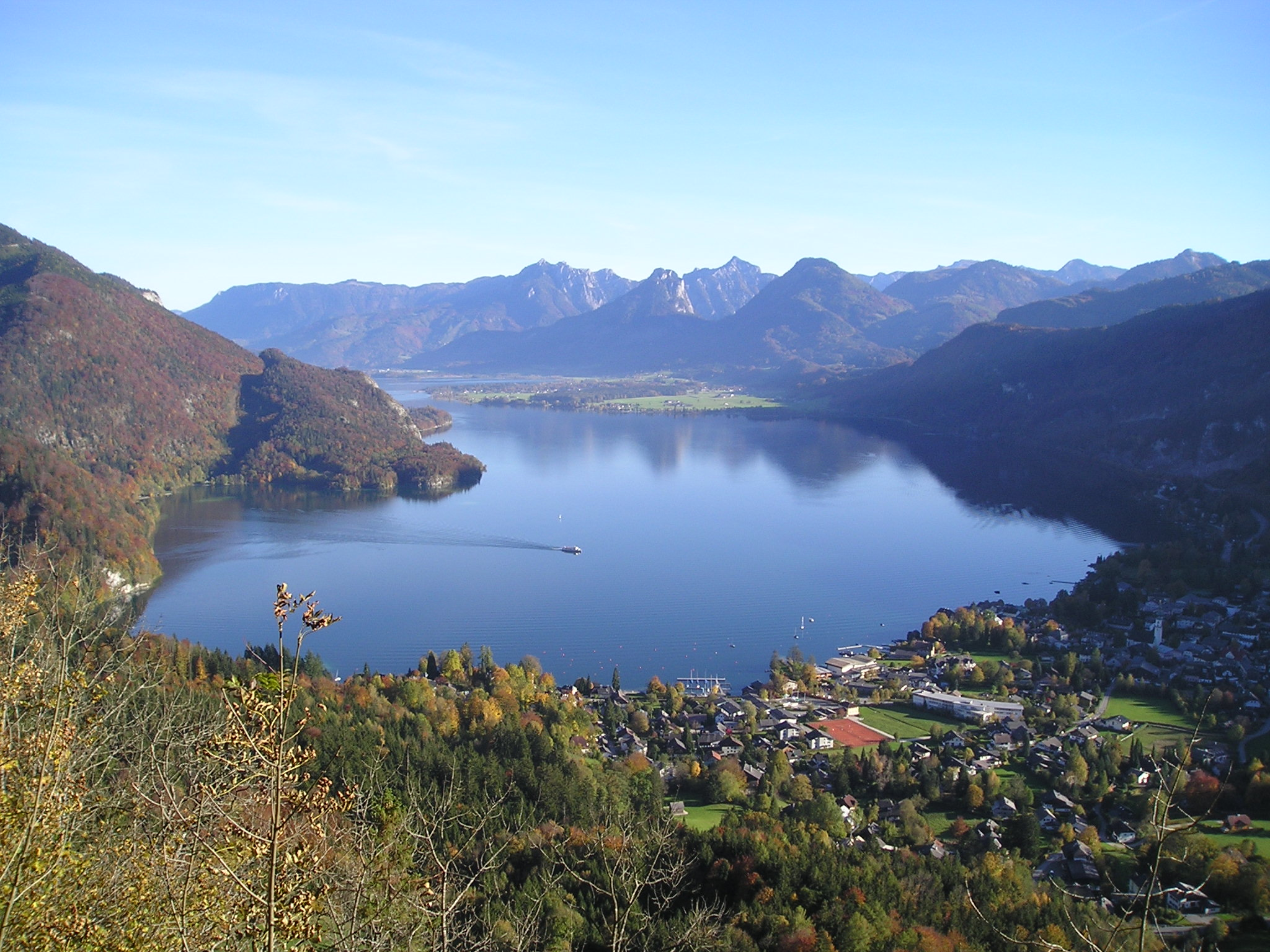
Widok na jezioro od strony St. Gilgen
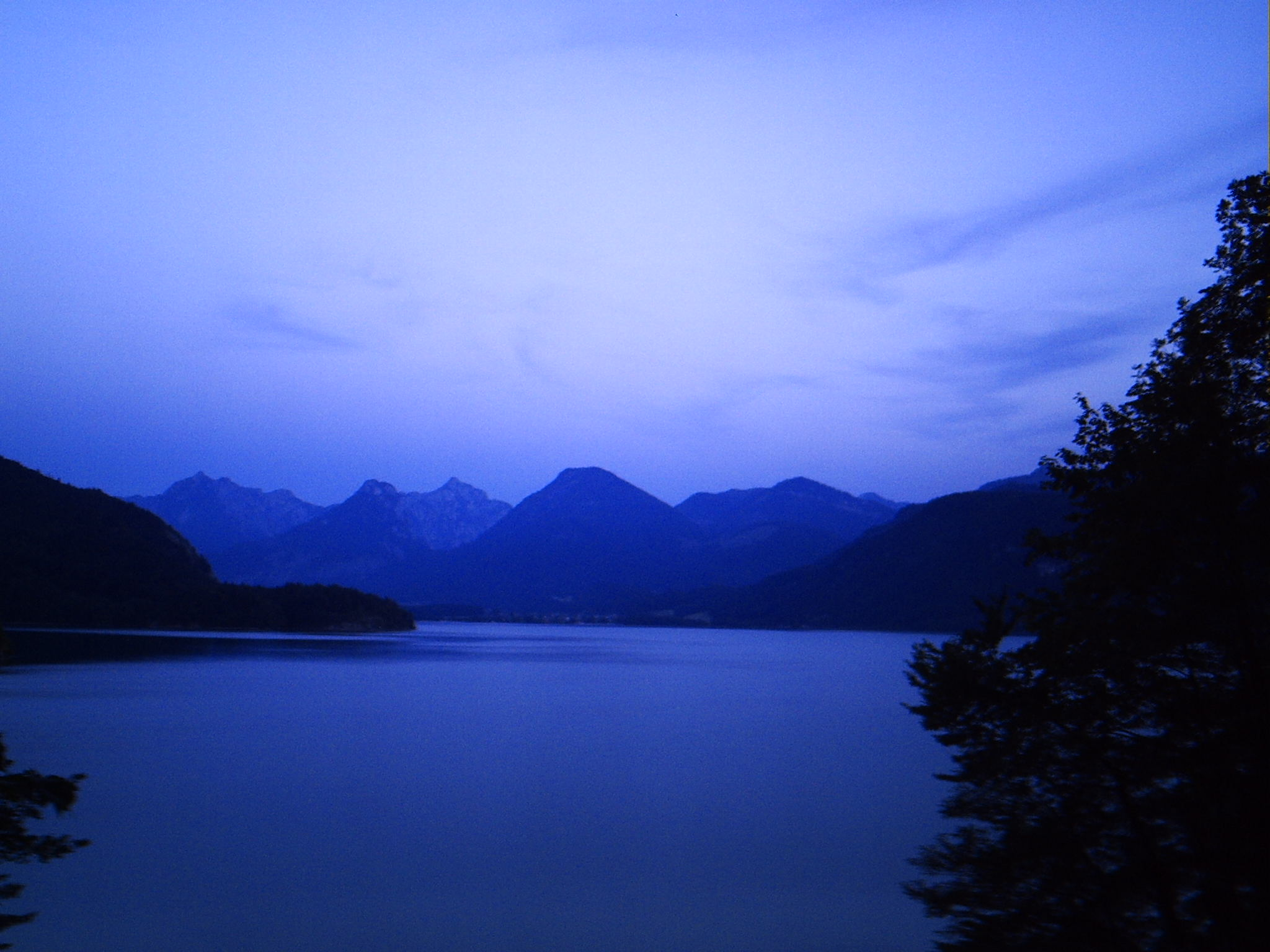
Widok na jezioro wieczorem
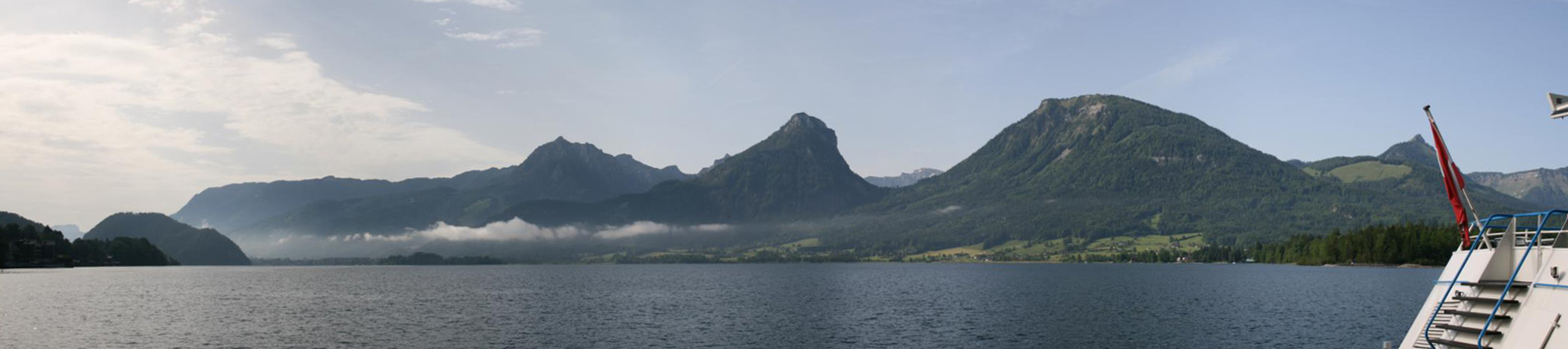
Panorama